# Vera Mossa
Vera Helena Bonetti Mossa (Casa Branca, 27 de setembro de 1964) é empresária, comentarista esportiva e ex-voleibolista brasileira que atuava como ponta. Participou de três edições consecutivas dos Jogos Olímpicos de Verão: Moscou (1980), Los Angeles (1984) e Seul (1988).

## Carreira

### Início precoce no vôlei profissional
Vera nasceu num lar de esportistas. Seus pais eram professores de Educação Física, sendo que seu pai, Carlos Luís Mossa, foi recordista brasileiro dos 110m com barreiras. Desta forma, com 8 anos de idade já era incentivada a praticar esportes. O sonho de seu pai era vê-la no atletismo, mas ela praticou natação e descobriu sua verdadeira paixão no voleibol.
Sua carreira no vôlei iniciou-se Clube Fonte São Paulo, em 1973. Depois passou pelo Guarani, entre 1976 e 1980.
Em 1978 foi convocada para Seleção Brasileira Infanto-Juvenil para disputar o Campeonato Sul-Americano de Voleibol Feminino Sub-18. Em 1980 disputou o seu segundo  Sul-Americano Sub-18. Ainda em 1980, com apenas 15 anos, foi convocada para Seleção Brasileira Adulta e participou dos Jogos Olímpicos desse ano, sediados em Moscou, no qual o time brasileiro terminou na 7ª colocação.
Ao retornar ao Brasil, Vera descobriu estar grávida e casou-se com Antônio Éder Mundt Leme, jogador de basquete e modelo. No início de 1981, nasce seu primeiro filho, Eder Sebastião Guimarães Lemes Neto, fruto desse relacionamento. Com a maternidade, Vera licencia-se do vôlei durante um curto período.. Nesse mesmo ano, Vera teve uma curta passagem pelo São José Voleibol e também foi convocada para a Seleção Brasileira Juvenil para a disputa do Campeonato Mundial de Voleibol Feminino Sub-20, no qual conquistaram a 6ª colocação.

### Primeiros títulos nacionais e afirmação
Em 1982, transferiu-se para a Pirelli, onde foi vice-campeã brasileira na sua primeira temporada. Foi convocada para a Seleção Brasileira para a disputa do Campeonato Mundial de Voleibol Feminino no Peru. Com lesões e pedidos de dispensa de colegas de time, conquistou sua vaga no time titular durante a preparação para o campeonato.. O Brasil conquistou a 8ª colocação na competição.
No ano seguinte, a Supergasbrás, empresa do ramo de exploração do gás de cozinha, decidiu investir em esportes. Com apoio de Ary Graça Filho, ex-voleibolista e diretor financeiro da empresa, surgiu a Associação Atlética Supergasbras. Com investimentos agressivos e interesse em montar uma equipe campeã, o time pode trazer as jogadoras brasileiras com maior destaque pro seu elenco, como Isabel Barroso, Jacqueline Silva e Vera. Nesse clube, Vera conquistou o três vezes o Campeonato Brasileiro de Voleibol Feminino (1983, 1985 e 1986) pelo Supergasbrás.
No ano de 1983 foi convocada pela Seleção Brasileira para participar pela primeira e única vez dos Jogos Pan-Americanos, na edição realizada em Caracas, Venezuela. Lesionada durante a competição, não pode colaborar efetivamente com a campanha, que terminou com o Brasil no 4ª lugar.
Em 1984 foi convocada para disputar Jogos Olímpicos de Los Angeles, onde a Seleção Brasileira repetiu o resultado da edição passada, alcançando a 7ª colocação. No mesmo ano, separou-se de seu primeiro marido e começou a namorar o levantador da  seleção masculina Bernardo Rezende, o Bernardinho.
Em 1985 participou do filme Rock Estrela, de Lael Rodrigues, interpretando uma jogadora de vôlei também chamada Vera. Vera era considerada uma musa do esporte e, assim como outras colegas de esporte, era frequentemente solicitada para ensaios fotográficos e e entrevistas, fato que trazia um pouco de incômodo a ela. No ano seguinte nasce seu segundo filho, Bruno, fruto de seu relacionamento com Bernardinho.
Em 1988, Vera disputou os Jogos Olímpicos de Seul conquistando o melhor resultado na competição, terminando no 6º lugar. Em 1989 esteve como reserva na seleção nacional que conquistou a medalha de prata no Sul-Americano de Voleibol Feminino, disputado em Curitiba.

### Aposentadoria da seleção e Itália
No final da temporada 1989/90, Inaldo Manta, técnico da Seleção Brasileira, com desejo de fazer uma renovação profunda na equipe, questiona se Vera ainda está disposta a fazer parte do elenco. Ela se sentiu descontente com a situação e resolveu se aposentar da seleção.
Por conta do Plano Collor, as empresas que atuavam com patrocínio esportivo ficaram temerosas e acabaram encerrando os seus projetos, um deles foi o fim da Supergasbrás. Com isso, em 1990 Vera aproveitou que o seu marido Bernardinho estava na Itália e juntou-se a ele, quando foi contratada pelo Perugia.
No time italiano dirigido por Bernardinho, foi vice-campeã da Liga Italiana e eleita melhor estrangeira da temporada em sua primeira temporada.. Em 1992, conquistou o título da Copa Itália, além de mais um vice-campeonato nacional.
Com o fim do contrato no Imet Perugia, Vera transferiu-se para o Ecoclear Sumirago, onde ficou até 1995. Na sua segunda temporada pelo clube italiano, Vera sofreu um rompimento do cruzado anterior do joelho esquerdo e teve que voltar ao Brasil para realizar o tratamento. Nesse ínterim, separou-se de Bernardinho. Retornou às quadras na temporada 1994/95 e logo enfrentou dificuldades, sofrendo mais uma lesão no início da temporada. Mesmo assim, conseguiu perseverar e ajudou o clube na conquista da Copa CEV.

### Volta ao Brasil e fim da carreira no vôlei
Depois de um ciclo de 5 anos na Itália, em 1995 Vera retornou ao Brasil e defendeu as cores do Transmontano/JC Amaral/Recra. O time terminou a temporada em 4º lugar na Superliga e vice-campeão sul-americano de clubes.
Em 1996, defendeu as cores do Mizuno/Uniban/São Caetano, equipe recém formada com outras grandes jogadoras como Ana Moser e Cilene. A equipe foi vice-campeã da Superliga e Vera foi eleita melhor recepção do campeonato.
Após o acerto da renovação do contrato por mais um ano com Mizuno/Uniban/São Caetano, o clube enfrentou questões financeiras e quis reduzir o salário. Com o desacordo, Vera acabou assinando com o Mappin/Pinheiros em 1997. Com uma campanha conturbada e problemas internos envolvendo as jogadoras do elenco, tanto ela como Ida foram dispensadas do clube antes do fim da temporada.
A convite do técnico José Roberto Guimarães, Vera assinou com o UnG/Sportville para a temporada 1998/99. Lá, enfrentou atrasos de salários das jogadores e funcionários do clube. O time foi eliminado nas semifinais da Superliga.
Em 2000, transferiu-se para MRV Minas. Na metade da temporada, sofreu a mesma lesão que tivera na Itália, mas no outro joelho. Durante o tratamento, ao perceber que o joelho não estava em boas condições, decidiu encerrar sua carreira. O início precoce no esporte fez com que Vera sofresse com lesões prematuramente, como o rompimento do ligamento cruzado do joelho direito e contusão no joelho esquerdo.

### Pós-atleta
Como pós-atleta, voltou ao esporte fazendo aparições como comentarista, com passagens no SporTV, SBT, Record e TV Cultura, na cobertura de jogos da Superliga e de jogos da Seleção Brasileira.
Também atuou como empresária na cidade de Campinas e teve mais uma filha, fruto do seu terceiro casamento.

## Histórico de clubes
| Clube                        | País   | De   | Até  |
| Clube Fonte São Paulo        | Brasil | 1973 | 1976 |
| Guarani Voleibol             | Brasil | 1976 | 1980 |
| São José Voleibol            | Brasil | 1981 | 1981 |
| Pirelli                      | Brasil | 1982 | 1982 |
| Supergasbrás                 | Brasil | 1983 | 1990 |
| Despar Perugia               | Itália | 1990 | 1992 |
| Ecoclear Sumirago            | Itália | 1992 | 1995 |
| Transmontano/JC Amaral/Recra | Brasil | 1995 | 1996 |
| Mizuno/Uniban/São Caetano    | Brasil | 1996 | 1997 |
| Mappin/Pinheiros             | Brasil | 1997 | 1998 |
| UnG/Sportville               | Brasil | 1998 | 1999 |
| MRV/Minas                    | Brasil | 1999 | 2000 |

## Títulos e Resultados

### Clubes
Guarani
- Campeonato Paulista: 1979

Pirelli
- Campeonato Paulista (vice-campeã): 1982
- Campeonato Brasileiro (vice-campeã): 1982

Supergasbrás
- Campeonato Brasileiro: 1983, 1985, 1986[19]
- Campeonato Brasileiro (vice-campeã): 1984, 1987, 1989
- Liga Nacional (vice-campeã): 1989, 1990
- Campeonato Carioca: 1985, 1986
- Campeonato Carioca (vice-campeã): 1983, 1987, 1988
- Campeonato Sul-Americano de Clubes (vice-campeã): 1984, 1988

Imet Perugia
- Copa Itália: 1992 [20]
- Campeonato Italiano (vice-campeã): 1990/1991, 1991/1992
- Copa CEV (vice-campeã): 1992

Ecoclear Sumirago
- Copa CEV: 1995

Trasmontano/JC Amaral/Recra
- Jogos Abertos do Interior: 1995
- Campeonato Sul-Americano de Clubes (vice-campeã): 1995

Mizuno/Uniban/São Caetano
- Campeonato Sul-Americano de Clubes (vice-campeã): 1997
- Superliga (vice-campeã): 1996/1997

MRV/Minas
- Superliga (vice-campeã): 1999/2000

### Seleção
- Campeonato Sul-Americano de Voleibol Feminino: 1981[21], 1983 (vice-campeã)[22]
- Copa do Mundo de Voleibol Feminino: 1981 (8º lugar)
- Campeonato Mundial de Voleibol: 1982 (8º lugar) [23]
- Torneio Pré-Olímpico: 1980 (3º lugar)[24], 1988 (vice-campeã)[25]
- Jogos Pan-Americanos: 1983 (4º lugar)[26]
- Jogos Olímpicos de Verão: 1980 (7º lugar), 1984 (7º lugar), 1988 (6º lugar)

## Premiações Individuais
- 1984: Fair Play (Jogos Olímpicos de Los Angeles)[19]
- 1990/1991: Melhor estrangeira (Campeonato Italiano)[9]
- 1991/1992: Jogadora mais valiosa (Campeonato Italiano)[9]
- 1996/1997: Melhor recepção (Superliga)[9]

## Filmografia
| Ano  | Filme        | Personagem | Ref.   |
| ---- | ------------ | ---------- | ------ |
| 1985 | Rock Estrela | Vera       | [ 13 ] |